# Adelinia
Adelinia, monotipski biljni rod iz porodice boražinovki opisan tek 2015. godine, kada je u njega iz roda Cynoglossum svrstana vrsta Adelinia grandis (bazionim Cynoglossum grande).
A. grande je trajnica visoka 30 do 90 cm, a raširena je od Britanske Kolumbije do Kalifornije. Raste po šumama i čaparalu.

## Sinonimi
- Cynoglossum austiniae Eastw.
- Cynoglossum grande Douglas ex Lehm.
- Cynoglossum grande var. laeve (A.Gray) A.Gray
- Cynoglossum laeve A.Gray

- A. grande
- A. grande
- A. grande

## Vanjske poveznice
- Flora of Eastern Washington and Adjacent Idaho  Arhivirana inačica izvorne stranice od 20. studenoga 2019. (Wayback Machine)
- Adelinia J.I. Cohen